# Роберто Ернандес
Роберто Ернандес Прендес (ісп. Roberto Hernández Prendes; 6 березня 1967, Лімонар, Матансас, Куба — 5 липня 2021, Гавана, Куба)  — кубинський легкоатлет, яка спеціалізувався у бігу на короткі дистанції.

## Із життєпису
Срібний олімпійський призер в естафетному бігу 4×400 метрів (1992).
Фіналіст (5-е місце) Олімпійських ігор у бігу на 400 метрів (1992).
Бронзовий призер чемпіонату світу в естафетному бігу 4×400 метрів (1987).
Срібний призер чемпіонату світу в приміщенні в бігу на 400 метрів (1987).
Дворазовий переможець Кубка світу в бігу на 400 метрів та в естафетному бігу 4×400 метрів (1992).
Дворазовий срібний призер чемпіонату світу серед юніорів в бігу на 400 метрів та в естафетному бігу 4×400 метрів (1986).
Чемпіон Панамериканських ігор у бігу на 400 метрів (1991).
Срібний (естафетний біг 4×400 метрів) та бронзовий (біг на 400 метрів) призер Панамериканських ігор (1987).
Чемпіон Універсіади у бігу на 400 метрів (1989) та в естафетному бігу 4×400 метрів (1985).
Срібний призер Універсіади у в естафетному бігу 4×400 метрів (1985).
Чемпіон Ігор Центральної Америки та Карибського басейну у бігу на 200 та 400 метрів (1990).
Ексволодар вищого світового досягнення у бігу на 300 метрів (31,48; 1990).
Чемпіон Куби у бігу на 200 метрів (1988) та 400 метрів (1987, 1988, 1990—1992).
Рекордсмен Куби у бігу на 400 метрів (просто неба та в приміщенні) та в естафетному бігу 4×400 метрів.
Припинив спортивну кар'єру 1996 року.
Пішов з життя внаслідок серцевої хвороби, у віці 54 років.

## Основні міжнародні виступи
| Рік  | Змагання                     | Місто        | Місце            | Дисципліна | Примітки         |
| ---- | ---------------------------- | ------------ | ---------------- | ---------- | ---------------- |
| 1985 | Універсіада                  | Кобе         | 2                | 400 м      |                  |
| 1985 | 1                            | 4×400 м      |                  |            |                  |
| 1985 | Кубок світу                  | Канберра     |                  | 4×400 м    |                  |
| 1986 | Чемпіонат світу              | Афіни        | чфDNS            | 200 м      |                  |
| 1986 | 2                            | 400 м        |                  |            |                  |
| 1986 | 2                            | 4×400 м      |                  |            |                  |
| 1987 | Чемпіонат світу в приміщенні | Індіанаполіс | 2                | 400 м      |                  |
| 1987 | Панамериканські ігри         | Індіанаполіс | 3                | 400 м      |                  |
| 1987 | 2                            | 4×400 м      |                  |            |                  |
| 1987 | Чемпіонат світу              | Рим          |                  | 400 м      |                  |
| 1987 | 3                            | 4×400 м      | Відео на YouTube |            |                  |
| 1989 | Універсіада                  | Дуйсбург     | 1                | 400 м      |                  |
| 1989 | Кубок світу                  | Барселона    | 1                | 4×400 м    |                  |
| 1989 | 1                            | 4×400 м      |                  |            |                  |
| 1991 | Панамериканські ігри         | Гавана       | 2заб1            | 200 м      |                  |
| 1991 | 1                            | 400 м        |                  |            |                  |
| 1991 | Чемпіонат світу              | Токіо        |                  | 400 м      |                  |
| 1992 | Олімпійські ігри             | Барселона    |                  | 400 м      | Відео на YouTube |
| 1992 | 2                            | 4×400 м      |                  |            |                  |
| 1993 | Чемпіонат світу              | Штутгарт     | 4чфDNS           | 400 м      |                  |
| 1993 | 4×400 м                      |              |                  |            |                  |
| 1996 | Олімпійські ігри             | Атланта      | 2заб4            | 4×400 м    |                  |